# Granat M67

Granaty ćwiczebne M69

M67 – amerykański granat obronny używany przez United States Armed Forces (pol. Siły Zbrojne Stanów Zjednoczonych). M67 to zmodernizowana wersja granatu M33, wyposażona w dodatkowy spinacz zabezpieczający. Granat zastępuje konstrukcje M26 używane podczas wojny koreańskiej i wojny wietnamskiej oraz starsze granaty MK 2 używane od I wojny światowej.

## Opis konstrukcji
M67 posiada kulistą, stalową skorupę zawierającą 180 gramów materiału wybuchowego Composition B. Wykorzystuje pirotechniczny zapalnik opóźniający M213 montowany do granatu na stałe. Granat M67 waży 400 gramów i jest wyposażony w spinacz zabezpieczający przed przypadkowym wyciągnięciem zawleczki przez użytkownika. Stanowi ona zabezpieczenie przed odskoczeniem dźwigni bezpieczeństwa, tzw. łyżki, na granacie i zwolnieniu przy tym montowanego na sprężynie zbijaka, który inicjuje zapłon zapalnika.
M67 jest zwykle nazywany "granatem baseballowym" ze względu na swój kształt przypominający piłkę baseballową, którą łatwo i wygodnie rzucić. Według oszacowań US Army średnia cena pojedynczego granatu M67 to około 45 dolarów amerykańskich.
Granat może zostać rzucony na 30-35 metrów przez przeciętnego żołnierza. Po zwolnieniu "łyżki" i odpaleniu zapalnika detonacja głównego ładunku wybuchowego następuje w okresie od 4 do 5 sekund. Odłamki powstające z rozerwania stalowej skorupy rażą cele w odległości 15 metrów i wywołują śmiertelne obrażenia dla osób znajdujących się do 5 metrów od miejsca eksplozji. Dane te są jednak czysto teoretyczne, gdyż część odłamków z granatu może zostać wyrzucona dalej i stanowić zagrożenie nawet na dystansie 250 metrów.

## Inne warianty

### Granat odłamkowy M33
M33 to oficjalny następca granatu M26. Był identyczny z M67, lecz brakowało mu spinacza zabezpieczającego, który znalazł miejsce na dźwigni bezpieczeństwa przy M67.

### Granat odłamkowy M68
Zmodyfikowany wariant granatu M67, wyposażony w zapalnik uderzeniowy M217 i spinacz zabezpieczający na dźwigni bezpieczeństwa. Zapalnik uzbraja się w czasie do 2 sekund od momentu odskoczenia "łyżki" po czym detonuje materiał wybuchowy przy uderzeniu granatu w przeszkodę. Zapalnik ma dodatkową funkcję automatycznego zdetonowania ładunku po upływie 3-7 sekund od uzbrojenia na wypadek, gdyby uderzenie granatu nie wywołało eksplozji. Specyfikacja i oznaczenia na skorupie są bliźniacze do M67 z tą różnicą, że jego zapalnik i dźwignia bezpieczeństwa są pomalowane na czerwono, co wskazuje na umieszczenie w nim zapalnika uderzeniowego i łatwiejsze odróżnienie od standardowych wersji granatu.

### Granaty odłamkowe M33A1 i M59
Poprzednicy M68, bazują na skorupie z granatów M33, są wyposażone w zapalnik uderzeniowy M217 bez dodatkowej klamry bezpieczeństwa na łyżce. Czerwone oznaczenie jest identyczne z wariantem M68.

### Granat ćwiczebny M69
M69 jest ćwiczebnym granatem pozbawionym głównego ładunku wybuchowego. Służy do bezpiecznego ćwiczenia obsługi i rzucania granatów M67 przez żołnierzy. Zapalnik w przeciwieństwie do bojowych wariantów jest wkręcany w korpus, umożliwiając przy tym jego wymianę po każdym użyciu. Po odpaleniu zapalnika i upływie 4-5 sekund granat generuje huk i niedużą ilość białego dymu, porównywalną do wybuchu małej petardy. Daje to możliwość łatwej lokalizacji miejsca, w które trafił dorzucony granat i symbolizuje jego prawidłowe uzbrojenie przez szkolonego żołnierza.
Dźwignia bezpieczeństwa i skorupa granatu M69 są pomalowane na niebiesko, co wskazuje na jego ćwiczebne przeznaczenie.

## Użytkownicy
- Argentyna: Używany podczas Wojny o Falklandy-Malwiny przez Siły Zbrojne Argentyny.
- Kanada: Używany przez Kanadyjskie Siły Zbrojne; oznaczony jako Granat C-13.
- Salwador: Armia, siły powietrzne i marynarka wojenna.
- Malezja: Armia, siły powietrzne i marynarka wojenna.
- Malta: Używany przez Siły Zbrojne Malty.
- Nowa Zelandia: Siły zbrojne.
- Nikaragua: Siły zbrojne.
- Filipiny: Używany przez Filipińskie Siły Zbrojne i Filipińskie Narodowe Siły Akcji Specjalnych Policji.
- Arabia Saudyjska: Siły zbrojne[5].
- Turcja: Używany przez Tureckie Siły Zbrojne[6].
- Stany Zjednoczone: Główny odłamkowy granat ręczny Sił Zbrojnych Stanów Zjednoczonych od lat sześćdziesiątych XX wieku.